# 諏訪神社 (出雲市斐川町神庭)
諏訪神社（すわじんじゃ）は島根県出雲市斐川町神庭に所在する神社。

## 概要

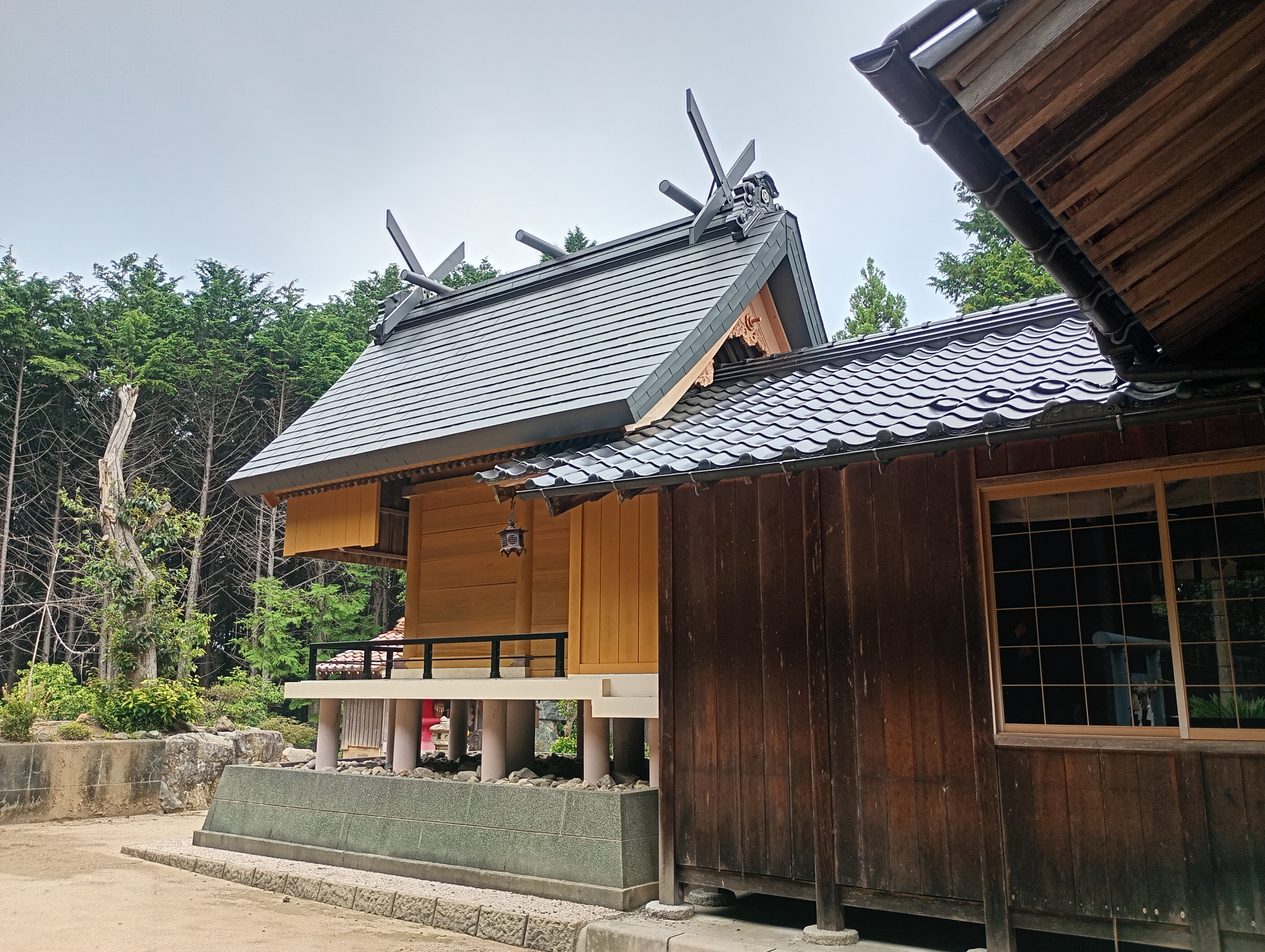
諏訪神社の本殿

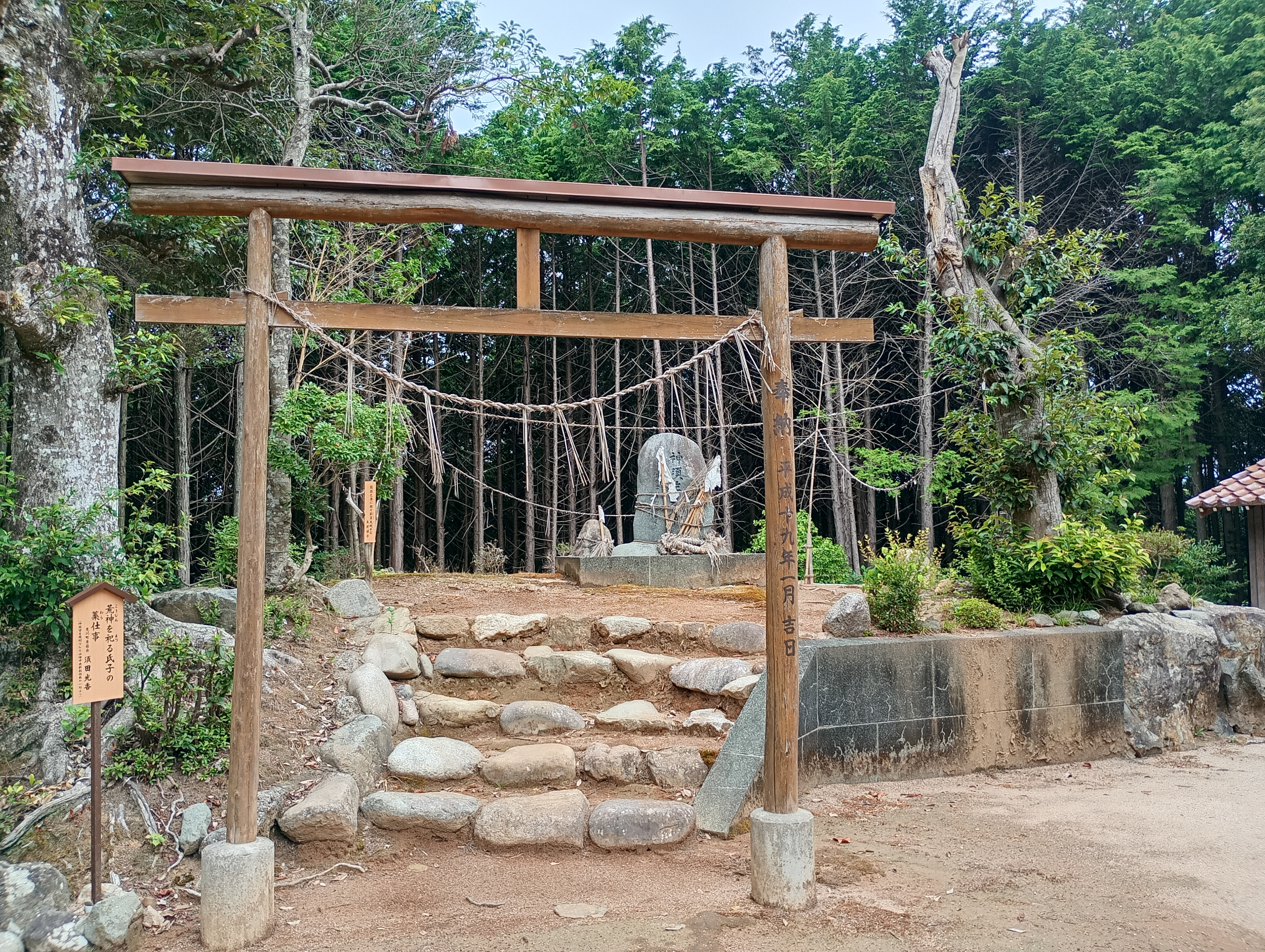
諏訪神社境内の荒神さん

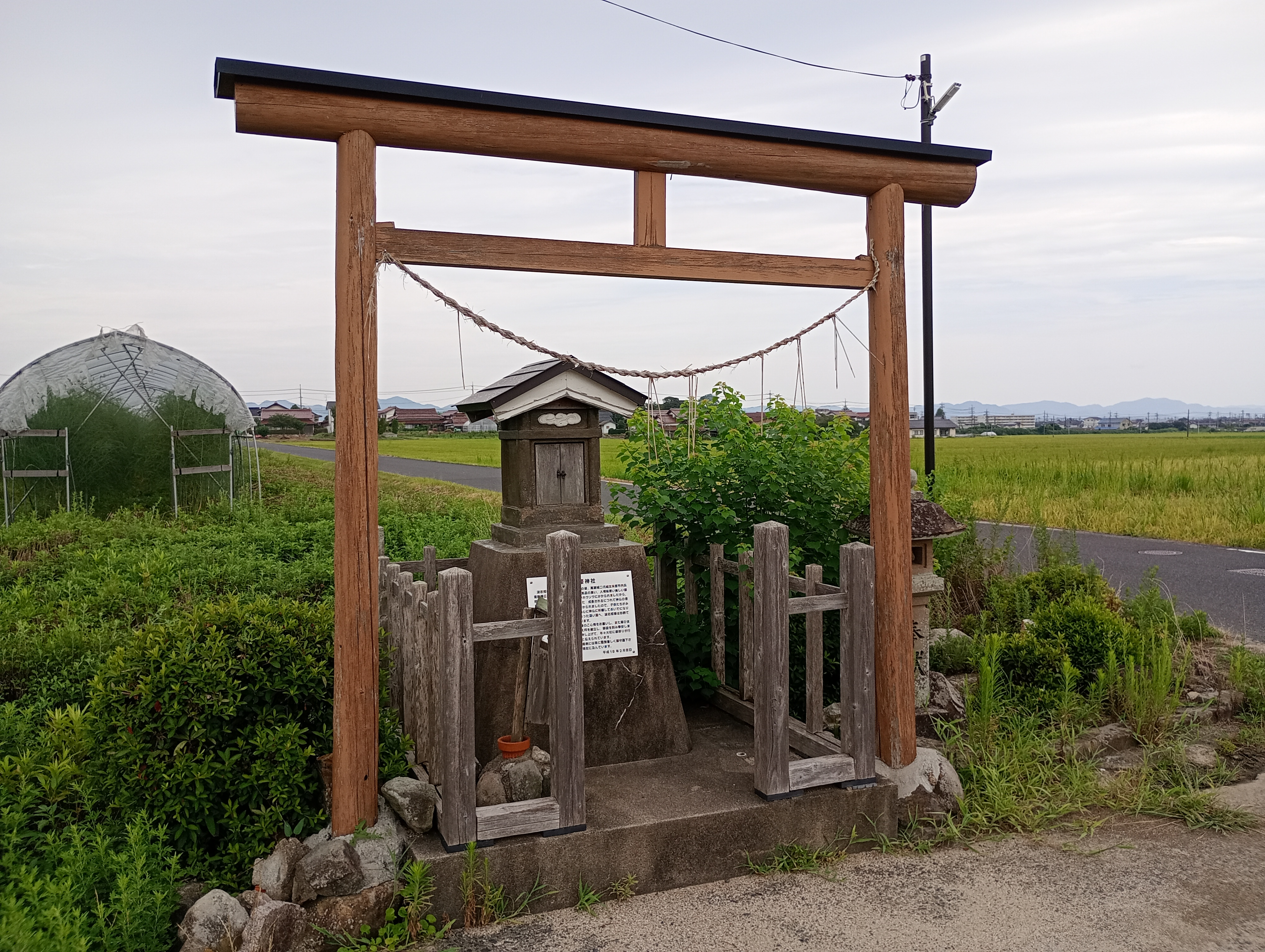
諏訪神社境外の波志姫神社

天文13年（1544年）に創建された。元は神庭谷の「山王森」という所に本社があったが、「250年前」に現社地に遷座した。
明治15-16年ごろには後述の神庭岩船山古墳石棺が境内の「宇屋神庭丘上二号墳」に移された。石棺は1938年に再び古墳上へ運び戻されている。
1717年時点では祭礼を7月27日におこなっていたが、1981年現在では10月6日の秋例祭、12月1日の献穀祭がある。

## 祭神
建御名方命（たけみなかたのみこと）
建御名方命は大国主命の御子であり、当社の位置する神庭地域を統治したとされる。耕作に功績があるという。神徳は「剛健・知能兼備住民愛撫の神」とされる。
江戸時代の地誌『雲陽誌』によると、当社の祭神は船に乗って信濃からこの地に訪れたとされ、乗ってきた船が石化したのが神庭岩船山古墳の石棺とする伝説がある。